# Vino el amor
Vino el amor es una telenovela mexicana producida por José Alberto Castro para Televisa y transmitida por Las Estrellas en 2016. Es una adaptación de la telenovela chilena, La Chúcara.
Está protagonizada por Irina Baeva y Gabriel Soto, y con las participaciones antagónicas de Kimberly Dos Ramos, Azela Robinson y Christian de la Campa. Cuenta además con la actuación estelar de Cynthia Klitbo. 
La telenovela toca temas como el de la emigración mexicana a Estados Unidos en busca del "sueño americano". La telenovela es grabada en los viñedos de Napa y Sonoma, en California.

## Elenco
- Gabriel Soto - David Robles Morán[2]
- Irina Baeva - Luciana Muñoz Estrada[3]
- Cynthia Klitbo - Marta Estrada Vda. de Muñoz
- Azela Robinson - Lilian Palacios
- Kimberly Dos Ramos - Graciela Palacios
- Christian de la Campa -  Juan Téllez
- Mar Contreras -  Susan O'Neal Williams
- Moisés Arizmendi - César Callejas
- Verónica Jaspeado - Sonia Ortiz
- Alejandro Ávila - Marcos Muñoz Pérez
- Laura Carmine - Lisa Palacios de Robles
- Juan Vidal - Brian Gutiérrez
- José Eduardo Derbez - León Muñoz Estrada
- Gloria Aura - Perla Vidal
- Raúl Coronado - Miguel Díaz
- Óscar Bonfiglio - Adolfo Ballesteros
- Sofía Castro - Fernanda Robles Palacios
- Mario Loría - Ramón Flores
- Luciano Zacharski - Carlos Flores "Tano"
- Yanet Sedano - Carolina González "Carito"
- Bárbara López - Érika Ballesteros
- Juan Carlos Serrano - Mark Evans
- Emilio Beltrán - Bobby Robles Palacios
- Rodolfo Valdés - Joselo

## Premios y nominaciones

### Premios TVyNovelas 2017
| Categoría                 | Persona                             | Resultado |
| ------------------------- | ----------------------------------- | --------- |
| Mejor telenovela          | José Alberto Castro                 | Nominado  |
| Mejor villana             | Azela Robinson                      | Ganadora  |
| Mejor primera actriz      | Cynthia Klitbo                      | Nominada  |
| Mejor actriz juvenil      | Sofía Castro                        | Nominada  |
| Mejor actriz de reparto   | Verónica Jaspeado                   | Ganadora  |
| Mejor actor de reparto    | Juan Vidal                          | Ganador   |
| Mejor actriz revelación   | Bárbara López                       | Ganadora  |
| Mejor guion o adaptación  | Janelly Lee                         | Nominada  |
| Mejor dirección de escena | Salvador Sánchez y Santiago Barbosa | Nominados |

### TV Adicto Golden Awards
| Año  | Categoría                           | Nominados      | Resultado |
| ---- | ----------------------------------- | -------------- | --------- |
| 2016 | Mejor actriz en un papel secundario | Cynthia Klitbo | Ganadora  |

## Versiones
- La Chúcara, telenovela chilena producida por TVN, protagonizada por Antonia Santa María y Felipe Braun.